# Municipio de Gallitzin
El municipio de Gallitzin (en inglés: Gallitzin Township) es un municipio ubicado en el condado de Cambria en el estado estadounidense de Pensilvania. En el año 2000 tenía una población de 1.310 habitantes y una densidad poblacional de 29.8 personas por km².

## Geografía
El municipio de Gallitzin se encuentra ubicado en las coordenadas 40°29′04″N 78°33′06″O / 40.48444, -78.55167.

## Demografía
Según la Oficina del Censo en 2000 los ingresos medios por hogar en la localidad eran de $31,790 y los ingresos medios por familia eran $35,694. Los hombres tenían unos ingresos medios de $26,938 frente a los $17,386 para las mujeres. La renta per cápita para la localidad era de $15,752. Alrededor del 8,6% de la población estaban por debajo del umbral de pobreza.